# Hovops madagascariensis
Hovops madagascariensis là một loài nhện trong họ Selenopidae.
Loài này thuộc chi Hovops. Hovops madagascariensis được miêu tả năm 1863 bởi Vinson.